# Paroricopis latefasciatus
Paroricopis latefasciatus là một loài bọ cánh cứng trong họ Cerambycidae.